# Hermann Voß

Hermann Voß

Hermann Voß, auch bekannt als Peter Voß (* 19. Oktober 1892 in Zwischenahn; † 3. April 1934 bei Berlin), war ein deutscher SA-Führer und Politiker (NSDAP).

## Leben und Wirken
Nach dem Besuch der Volksschule und der Gewerbeschule war Voß als Maurer tätig. 1912 trat er in das Oldenburgische Infanterie-Regiment 191 ein. Von 1914 bis 1918 nahm er am Ersten Weltkrieg teil, in dem er erst an der Westfront und später im Osten zum Einsatz kam. Im Krieg wurde er viermal schwer verwundet und einmal verschüttet. Er erhielt den Friedrich August Orden und das Eiserne Kreuz beider Klassen und schied bei Kriegsende als Feldwebel aus.
Anlässlich der in der ersten Nachkriegszeit ausgebrochenen Gebietskämpfe in Osteuropa meldete Voß sich zu einem Freikorps, mit dem er von 1919 bis 1920 im Baltikum kämpfte. 1921 beteiligte er sich an den deutsch-polnischen Grenzauseinandersetzungen in Oberschlesien, wo er unter anderem den Sturm auf den Annaberg mitmachte.
1923 trat Voß als Zeitfreiwilliger in das Reichsheer ein. Aufgrund des Verdachtes der Teilnahme an einer Femeangelegenheit als Angehöriger der Schwarzen Reichswehr sah Voß sich um 1924 politischer Verfolgung durch den Weimarerer Staat ausgesetzt, weswegen er bis 1926 ins Ausland ging. Nach seiner Rückkehr wurde er bis 1928 im Gefängnis Moabit inhaftiert.
1928 trat Voß in die NSDAP ein. Außerdem wurde er Mitglied der SA. Er führte zunächst das SA-Schulungslager in Grundmühle, bevor er 1930 die Führung des Sturms 50 übernahm. Im Juli 1931 wurde Voß die Führung der SA-Standarte 2 „Kütemeyer“ in Berlin übertragen, die Zehlendorf, Steglitz, Schöneberg, Wilmersdorf und Tiergarten umfasste.
Vom 30. August 1932 bis zur Auflösung dieser Körperschaft im Herbst 1933 gehörte Voß zusätzlich zu seiner Tätigkeit als SA-Führer dem Preußischen Landtag als Abgeordneter an. Anschließend saß er vom November 1933 bis zu seinem Tod im April 1934 im nationalsozialistischen Reichstag als Abgeordneter für den Wahlkreis 3 (Potsdam II). Sein Mandat wurde nach seinem Ableben für den Rest der Wahlperiode von Rudolf Schultz weitergeführt.
Im April 1934 unternahm Voß während eines Erholungsaufenthaltes am Teupitzsee bei Berlin zusammen mit einer Bekannten eine Tour mit einem Motorboot. Bei einem plötzlich aufkommenden Sturm wurde das Boot von einer Sturzwelle erfasst, kenterte und sank. Voß erlitt im Wasser einen Herzschlag und starb.
Am 6. April 1934 wurde Voß auf dem Berliner Zwölf-Apostel-Friedhof beerdigt.